# 北京古观象台
古观象台，旧称观星台，位于中华人民共和国北京市东城区建国门立交桥西南，是明朝、清朝及中华民国初年的国家天文台。该天文台建于明朝正统四年（1442年），原址为元大都东南角楼旧址，共分为城堡式高台和四合院两部分。城堡式高台于清代曾两次向东扩建。台上仪器明清两代几经更换，1900年曾一度被全部抢走，1921年全部归还。1956年后一度作为博物馆开放，1959年改为办公用房，1983年重新作为博物馆开放。1982年，北京古观象台被列为全国重点文物保护单位。

## 历史

### 明代

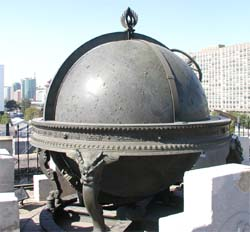
天体仪

北京地区最早的天文台始建于金代天会五年（1127年），当时的天文台被称为候台，隶属于太史局，器材基本全部来自北宋在汴京所设置的天文台。元代基本承袭了金代的天文观测制度，至元十六年（1279年）曾建有司天台。明朝初年司天台被拆，并将司天台的仪器运至南京鸡鸣山新建的观星台上。永乐十九年（1421年）迁都北京后，钦天监并未搬迁，天文观象活动仍在鸡鸣山进行:11，北京另立“行在钦天监”，办公地点在元太史院旧址，观测活动则在其附近的齐化门城墙上用肉眼进行:244。永乐二十二年（1424年），紫禁城内建起一座宫廷观象台:310。正统二年（1437年），工匠前往南京用木料仿制仪器，之后运回北京铸造铜制仪器。正统四年（1439年）制造完成浑仪、简仪、圭表、浑象等仪器。正统七年（1442年）利用元大都东南角楼及周边城墙的旧址修建的观星台正式建造完成:11，先前铸造的仪器全部安放到台上:310。自正统七年至正统十一年（1446年），观星台西侧建起多座附属建筑，即紫微殿、东西厢房、晷影堂等，整体布局呈四合院状:11，作为钦天监外署，处理观象台各种观测资料并编撰历书:142。景泰六年（1455年）曾在社稷坛附近修建一座观象台，作为观星台的参照:11。嘉靖二年（1523年），观星台上树立起一根风竿，竿上设置28道铁箍，象征28各星宿。此外还在台上安放了浑天仪和简仪:144。此外，嘉靖年间曾对古观象台大规模维修。

### 清代

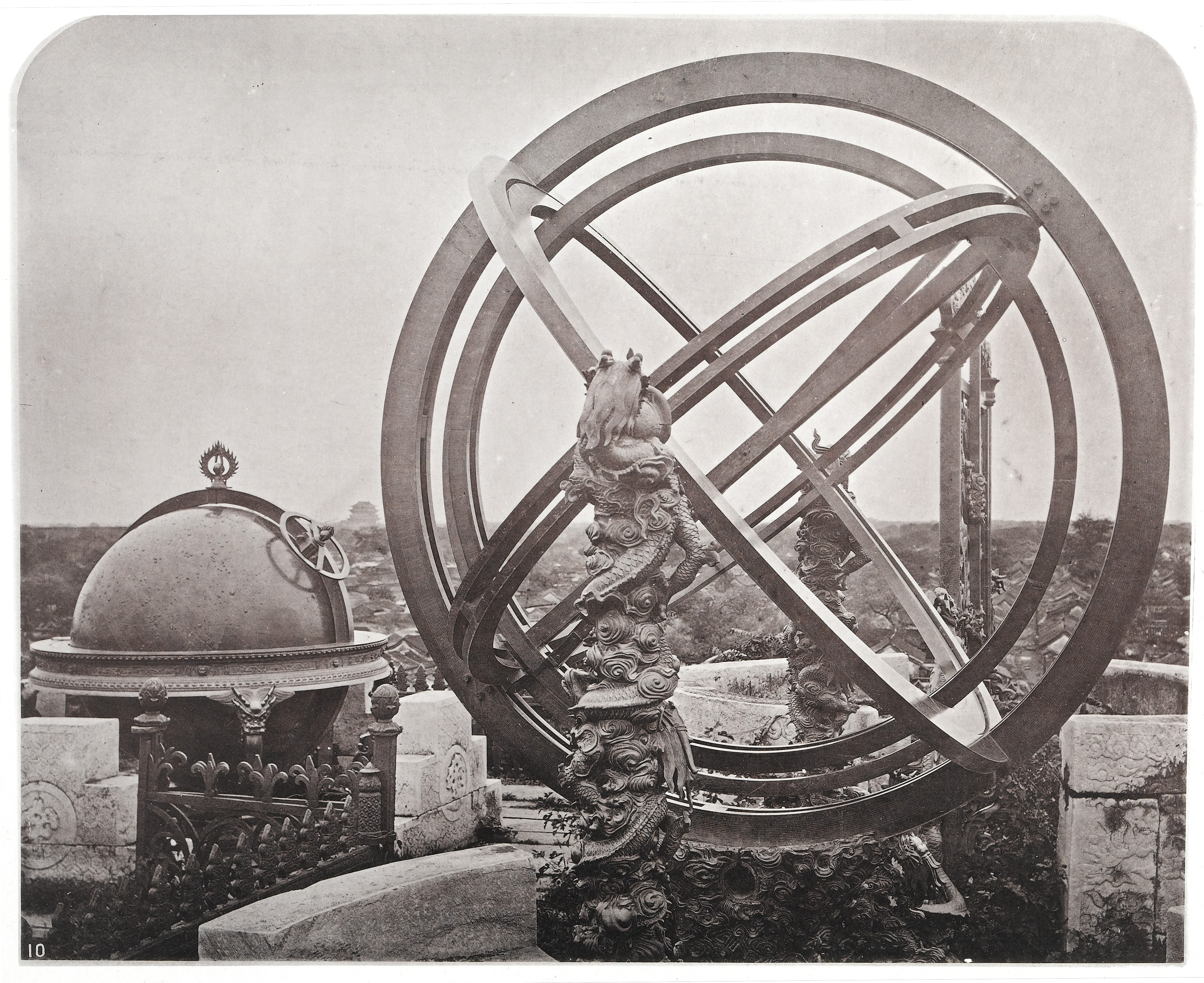
渾儀，摄於1871年至1872年间

顺治元年（1644年），清朝入关，当年改观星台为观象台:12，隶属于钦天监:310，地理位置不变，制度沿用明制，此后不久终止了南京鸡鸣山的观测活动:289。康熙七年（1668年），鸡鸣山的全部设备被运回北京，此后并未投入使用，部分仪器在之后仪器的制造当中被熔。康熙八年（1669年）钦天监副南怀仁上疏改造观象台的仪器，获得批准。新仪器于康熙十三年（1674年）制作完毕:289-290，此次重制的设备分别为天体仪、赤道经纬仪、黄道经纬仪、地平经仪、象限仪和纪限仪，采用的标准为西式的360°和60进制的欧洲标准。而原采用360.25°划分圆周的明制设备被替换到了观象台下。康熙五十四年（1715年），由法国人纪理安监制，造出了整合地平仪和象限仪功能的“地平经纬仪”，为此台上的仪器摆放有所调整:254-255，观象台东侧北半部向东扩建。乾隆九年（1744年），清高宗在视察观象台后，认为明制天文仪器只有浑仪最古老且最具本土特色，于是钦天监和德国人戴进贤设计了一座“三辰公晷仪”，经过多次修改后于乾隆十九年（1754年）铸成“玑衡抚辰仪”。为安放玑衡抚辰仪，观象台东南侧向东扩建5米，形成现有结构:399。乾隆三十六年（1771年）时将明正统年间和成化年间铸造的两座天球仪熔毁，改铸成了两只铜狮子。光绪二十六年（1900年）八國聯軍入侵北京后，古观象台上的赤道经纬仪、黄道经纬仪、象限仪、地平经纬仪、明制简仪被法国抢走，存放于法国驻华使馆；明制浑仪、清制天体仪、玑衡抚辰仪、地平经仪和纪限仪则被德国掠至波茨坦离宫:12。光绪二十八年（1902年），法国驻华使馆归还了全部天文仪器:310。光绪三十一年（1905年），为了不影响观测工作，赶制完成的小地平经纬仪，与折半天体仪被安放于观象台上继续使用:12。自雍正二年（1724年）至光绪二十八年（1902年）的气象观测资料，是世界上现存最早、最完整的气象观测记录:310。

### 中华民国
1912年11月，北洋政府于古观象台成立中央观象台:337。1913年，台内了设立气象科:1，自此观象台承接了气象观测、天气预报:467和地磁测定工作:255。第一次世界大战结束后，1921年，根据《凡尔赛条约》，德国将先前掠走的天文仪器归还至北京:310。1929年，中央观象台更名为国立天文陈列馆，停止天文观测活动:310，同时以原有气象科为基础成立北平测候所，保留气象工作站职能。1930年，北平测候所改建为北平气象台:1。九一八事变后，1932年，明制浑仪、明制简仪、明制漏壶、明制圭表、明制壶漏、小地平经纬仪和折半天体仪被全部转移至南京的紫金山天文台，以防被日军抢走，观象台仅剩清制仪器:144。1937年北平为日军所占，华北政务委员会教育总署将北平气象台更名為华北气象台。1945年日本战败后，國民政府将华北气象台復名北平气象台，不久后又更名回华北气象台，继续从事地面、高空气象观测，并进行短时天气预报:1。

### 中华人民共和国
中华人民共和国成立后，华北气象台被中央人民政府人民革命军事委员会气象局接管:1。1956年，北京天文馆接收了古观象台，并将其被辟为北京古代天文仪器陈列馆，当年5月1日正式对外开放:269。1959年后，古观象台先后为北京市物资局供应站、北京市科协幼儿园和中央科技馆等单位用作办公驻地，陈列设施只向科学工作者开放:255。1967年，修建中的北京地铁建国门段要通过古观象台地下，经时任国务院总理周恩来批示后改道。1978年，古观象台重新交还北京天文馆:255。1979年8月17日，古观象台东北角被大雨冲垮，经维修之后观象台内部被掏空，改建为两层展厅:310，紫微殿等附属建筑也全部被辟为展览用房。同年，古观象台被列为北京市文物保护单位。1982年，紫微殿落架大修:142,211,269，同年古观象台被列为全国重点文物保护单位。1983年，古观象台展厅正式对外开放:310。20世纪90年代时，技术人员在观象台上的仪器中发现了170余处残损。1994年，北京市政府根据技术人员反馈，决定维修古观象台的清代仪器，修复方案于1995年2月制定完成。北京市文物局于3月24日批复同意修复方案。7月27日正式开工，11月底全部完工，12月14日验收通过:256-257。2003年，紫微殿再次重修，耗时共计5个月。2005年12月8日，古观象台因南院的多间违规民居等因素而被北京市文物局勒令一年內限期整改。

## 布局

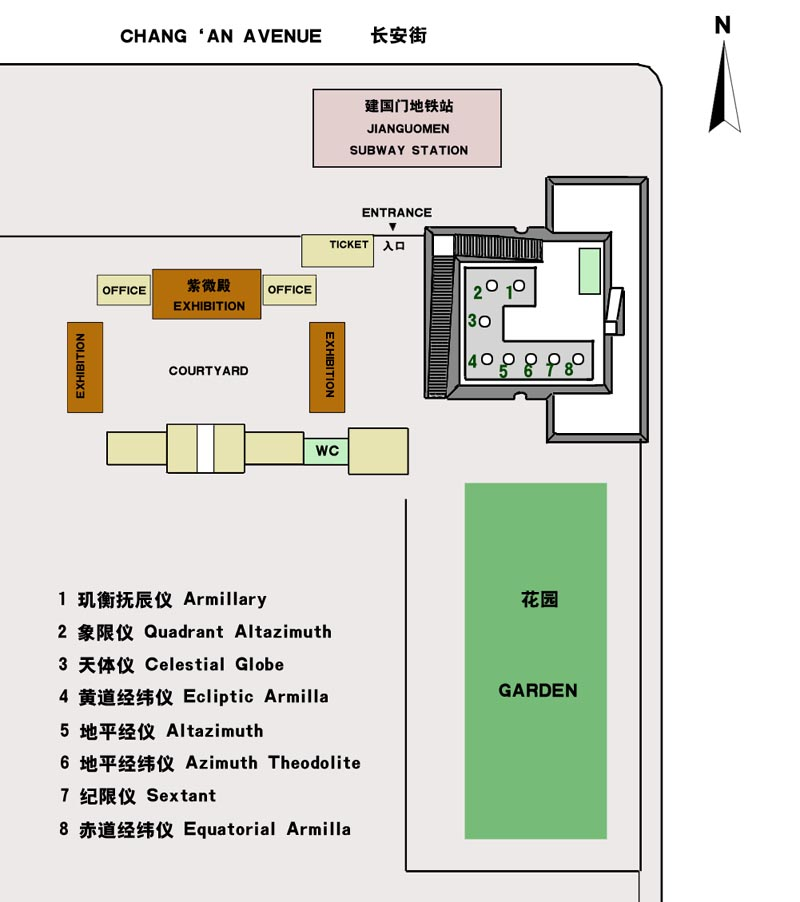
古观象台平面布局简图

古观象台位于北京市东城区建国门立交桥西南，总面积近1万平方米，建筑面积3800平方米:256，可分为观象台和四合院两个部分。其中观象台为灰砖城堡式高台，东西长24米，南北宽20米，高14米，台顶南、西、北三面安放有大型铜制仪器，自东南向西北依次为赤道经纬仪、纪限仪、地平经纬仪、地平经仪、黄道经纬仪、天体仪、象限仪、玑衡抚辰仪，均为清制。四合院位于观象台西侧，内有紫微殿、滴漏堂和晷影堂:310。紫微殿为正房，坐北朝南，面阔三间，大脊顶，屋顶覆有灰筒瓦，东西两侧各建有一座配殿:142。紫微殿左侧安放有明制浑仪，右侧安放有明制简仪:12。紫微殿东侧小房间为滴漏堂:144。晷影堂位于紫微殿东南，面阔三间:142。

## 图集

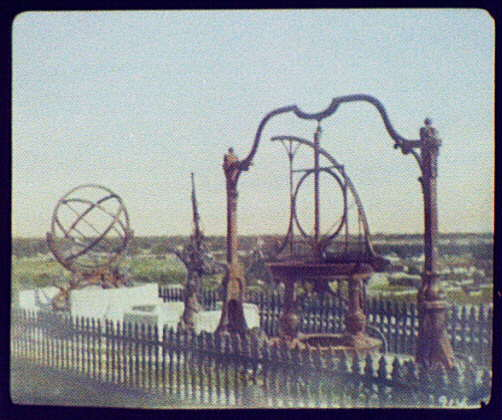
1895年拍摄
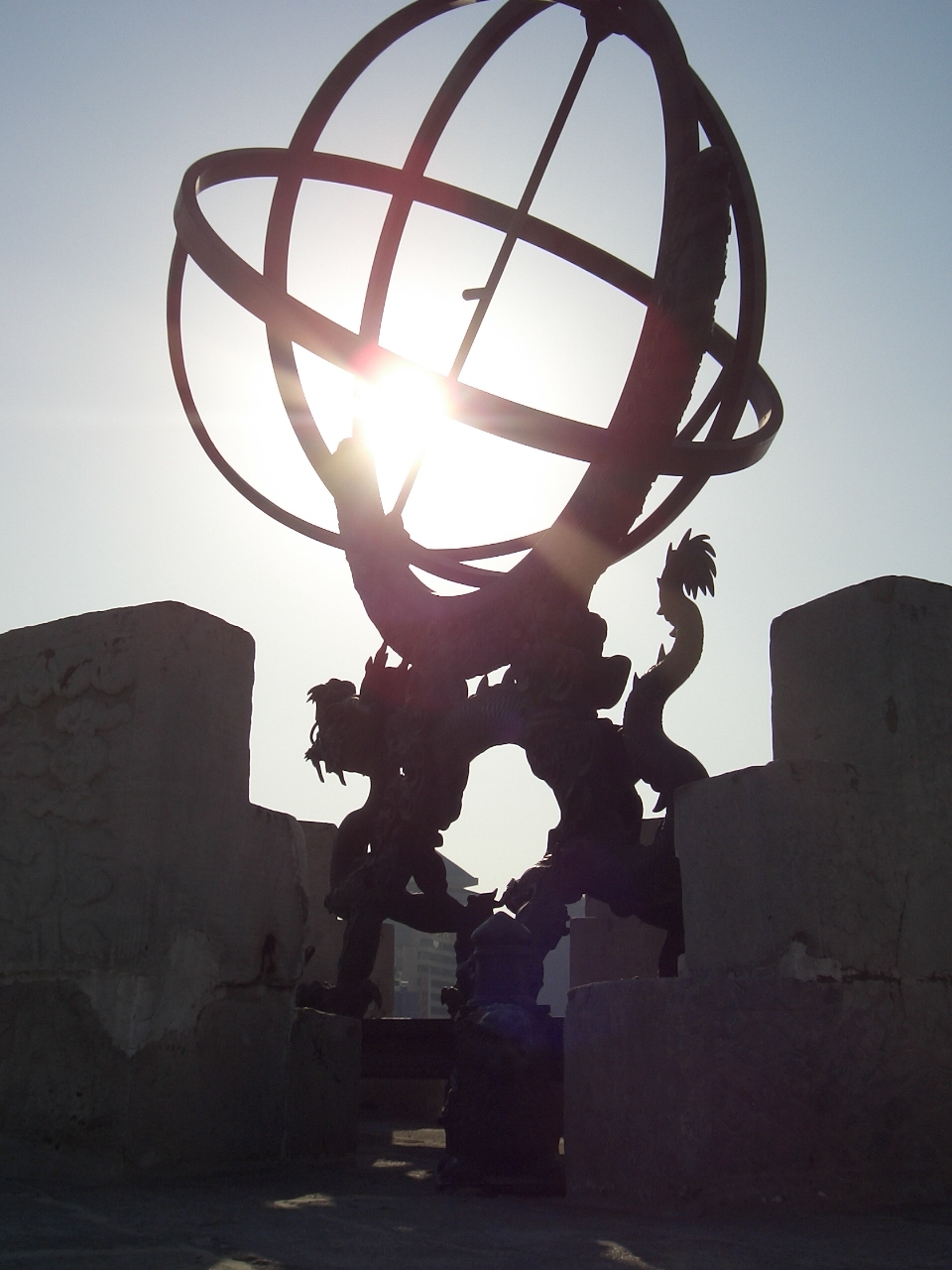
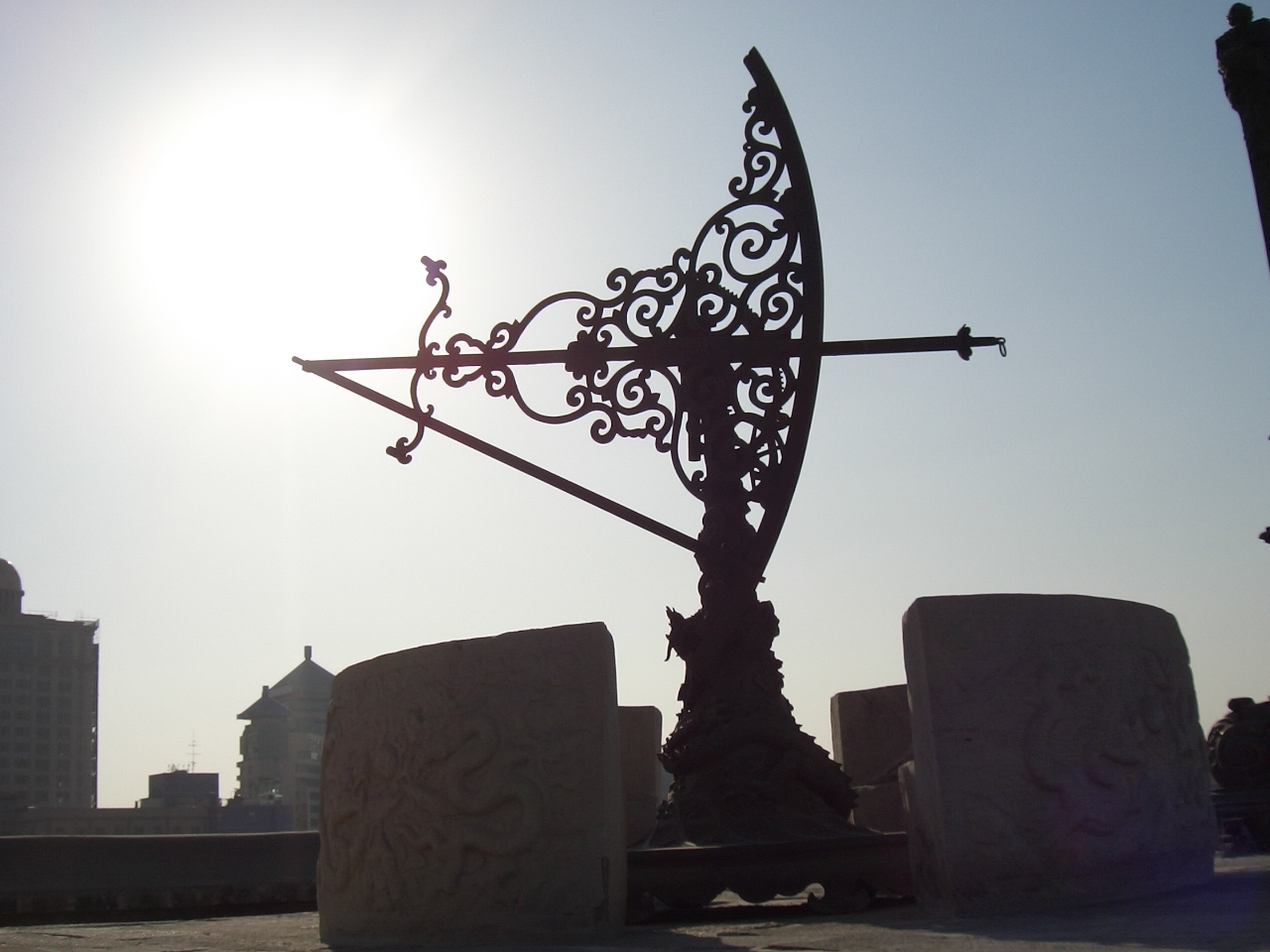
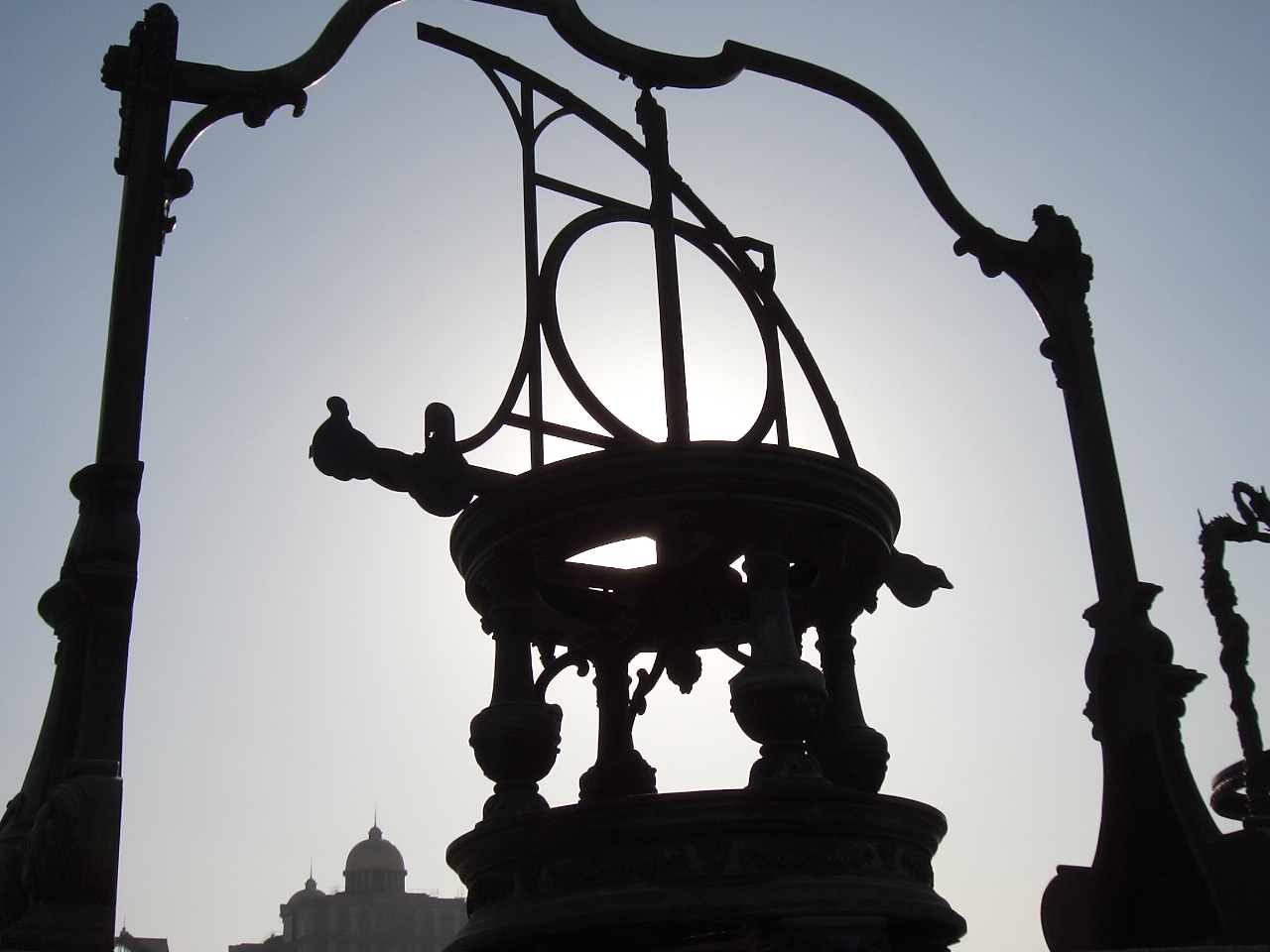
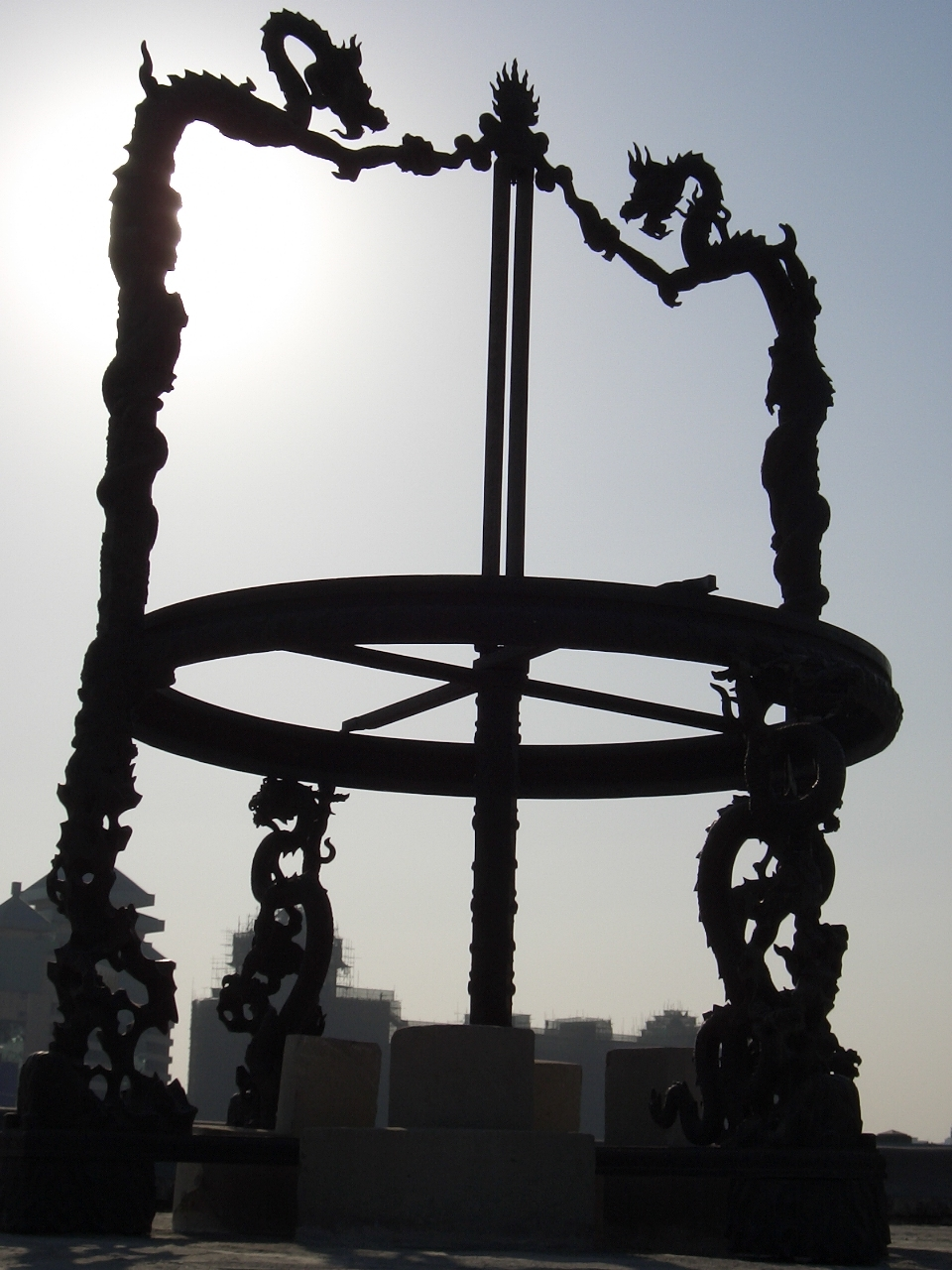
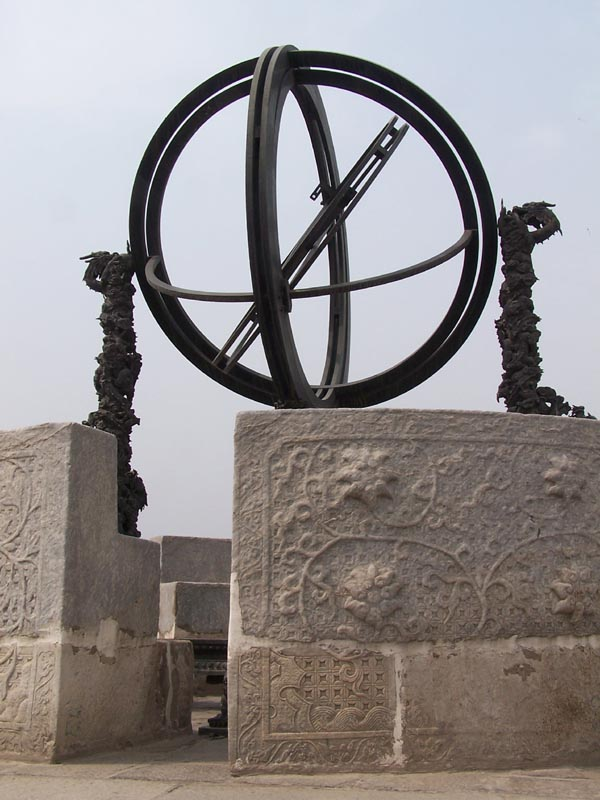
清代浑仪（玑衡抚辰仪）
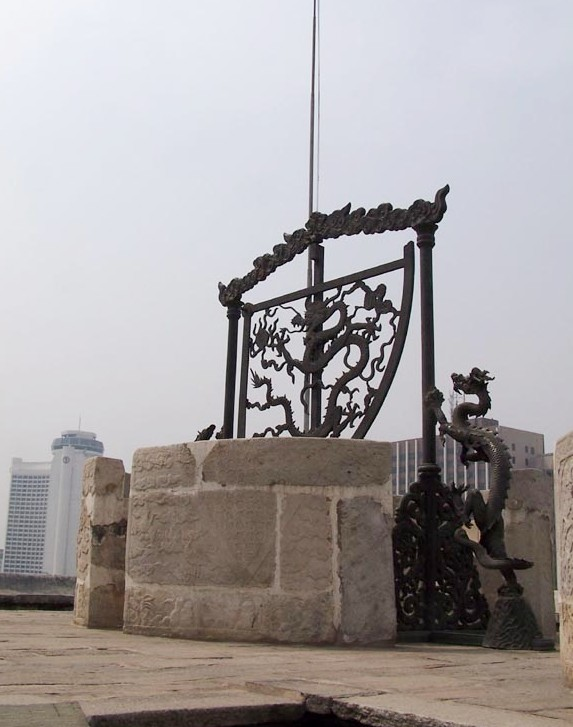
象限仪（地平纬仪）
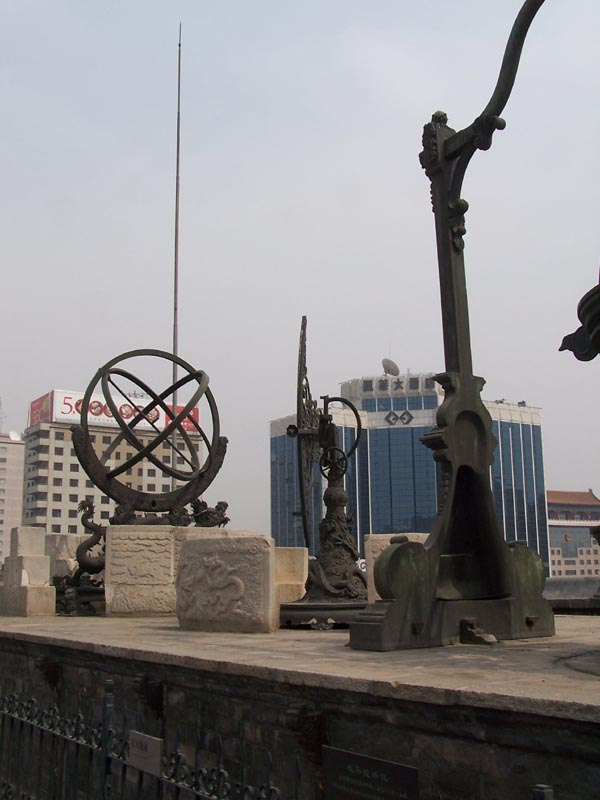
赤道经纬仪（远处）及纪限仪（近处）
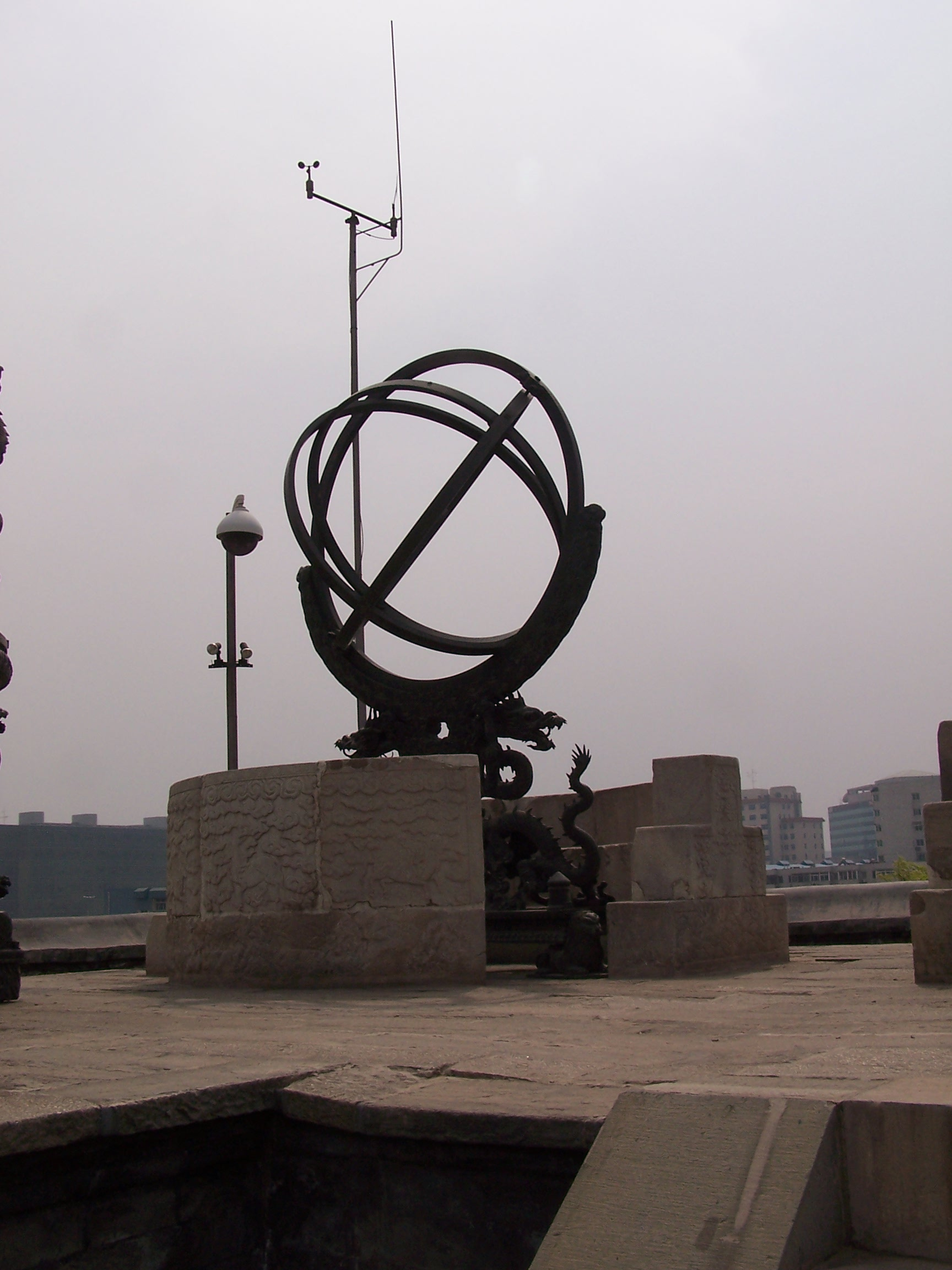
黄道经纬仪
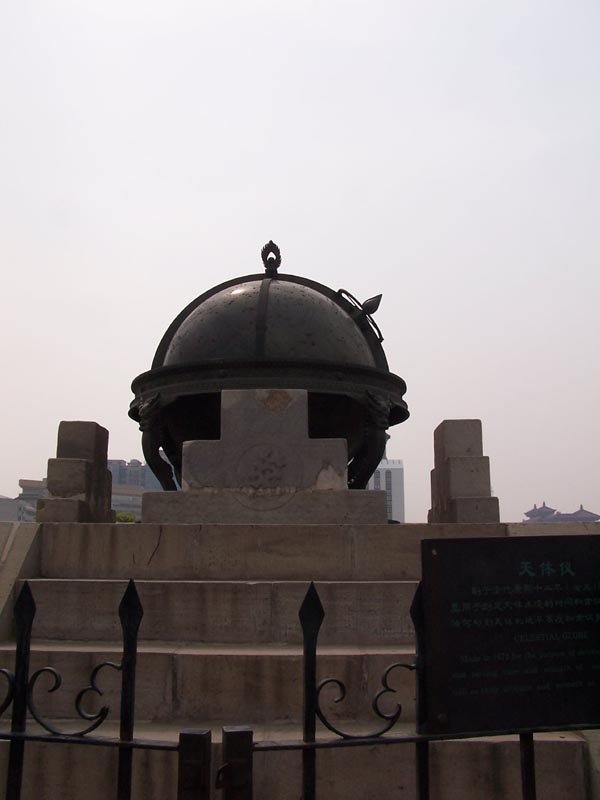
天体仪
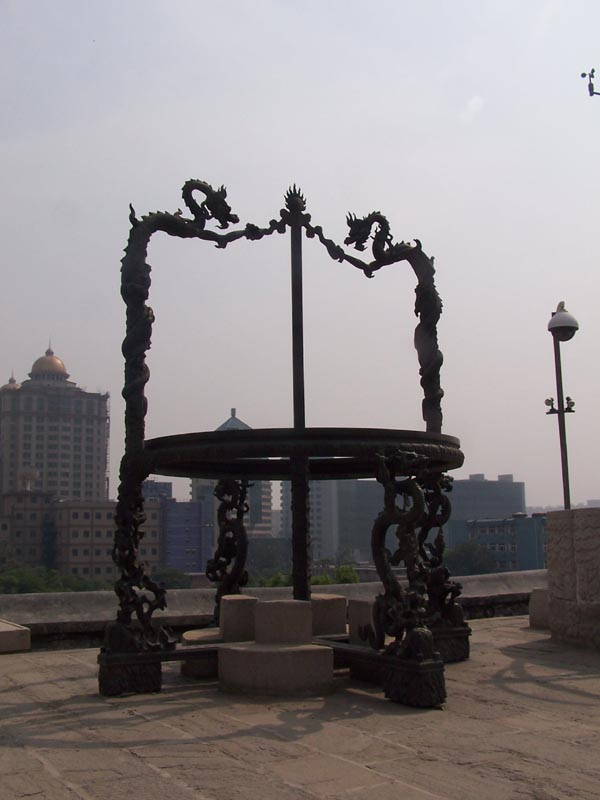
地平经仪
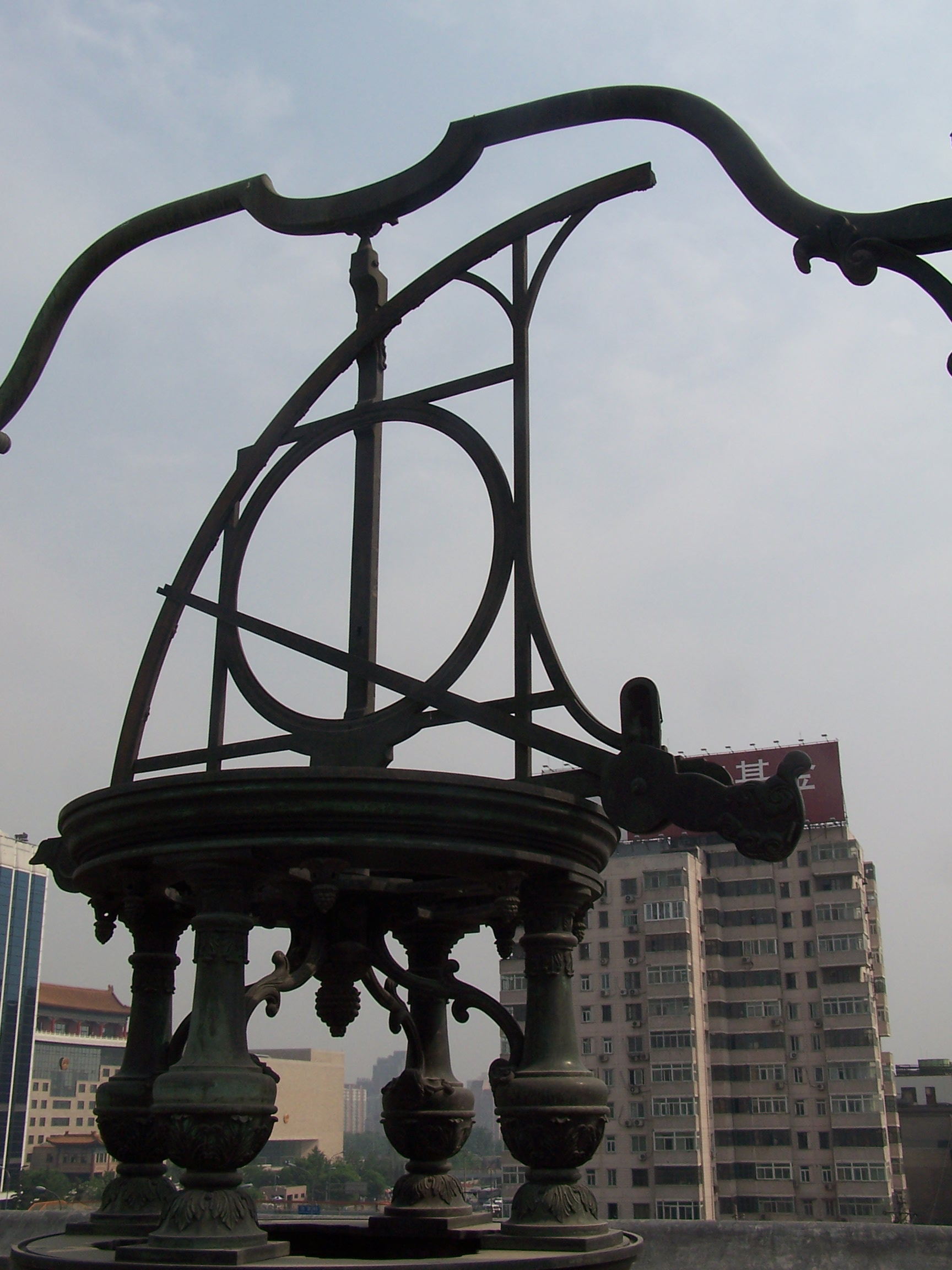
地平经纬仪
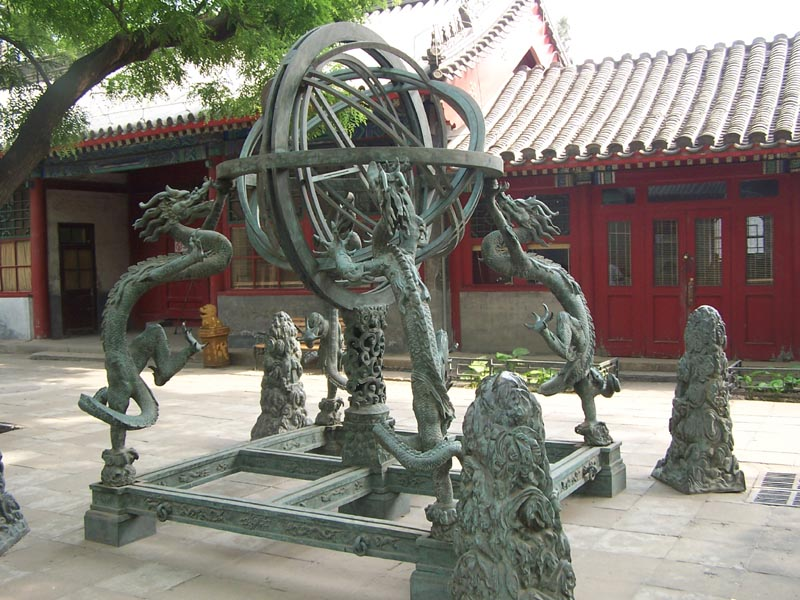
明代浑仪复制品
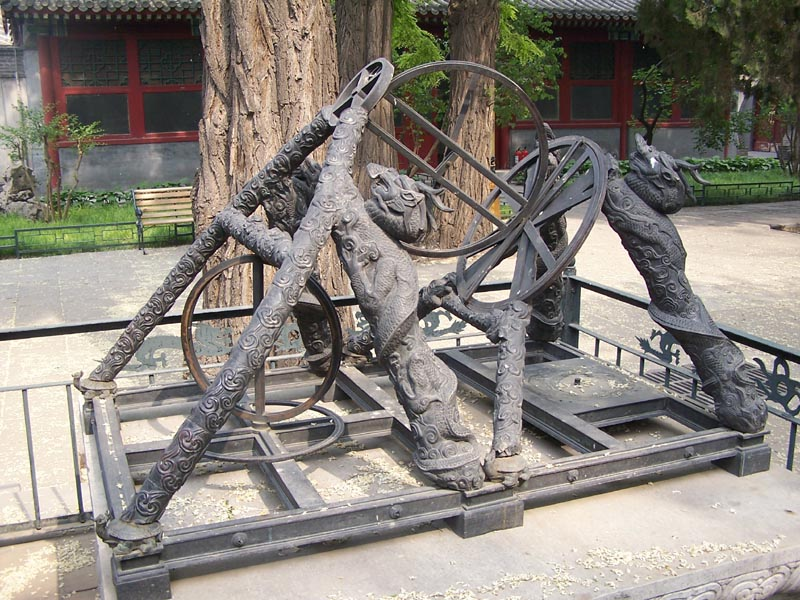
简仪
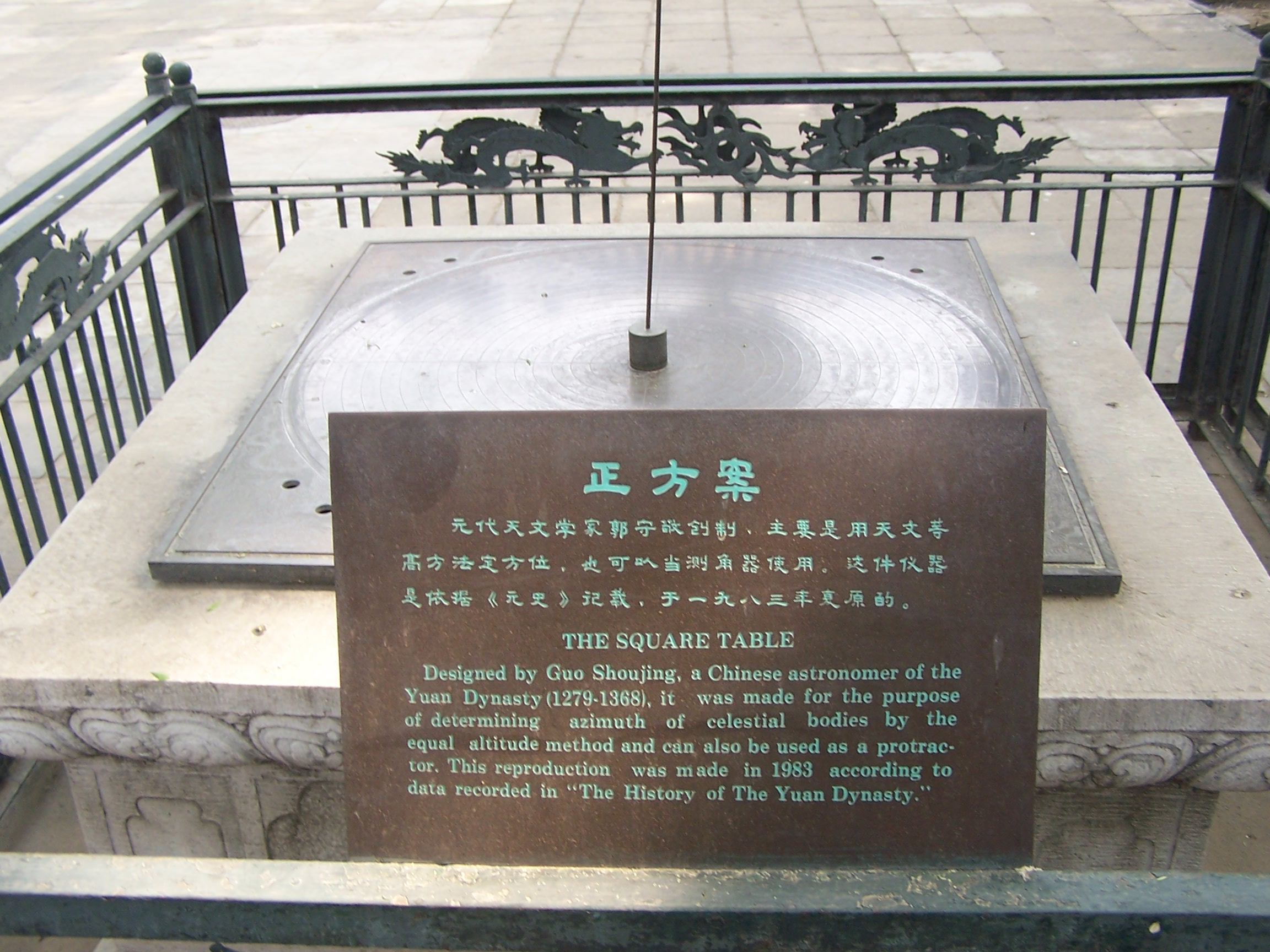
正方案
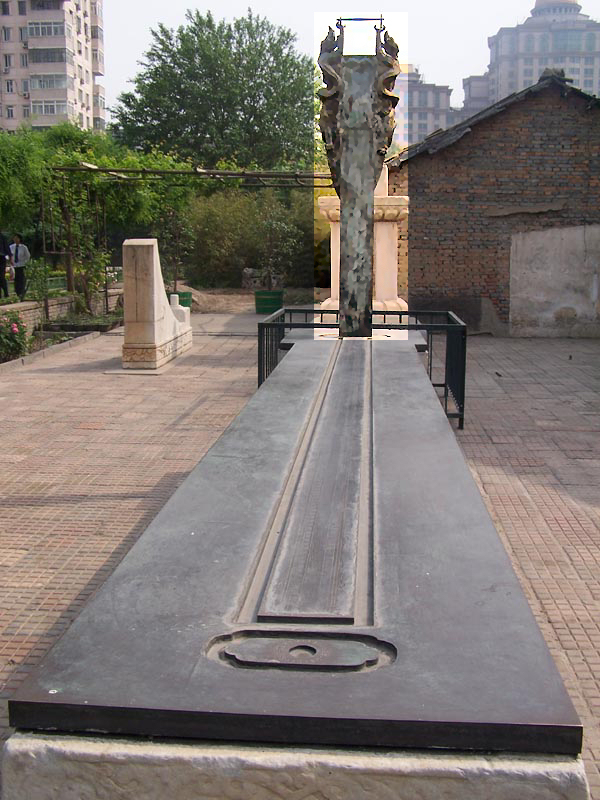
圭表
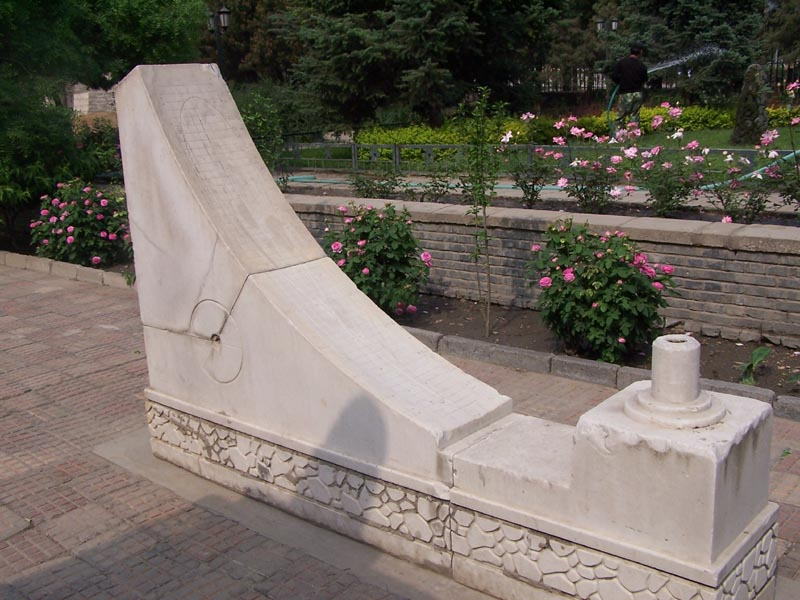